# Capitulations de l'Empire ottoman

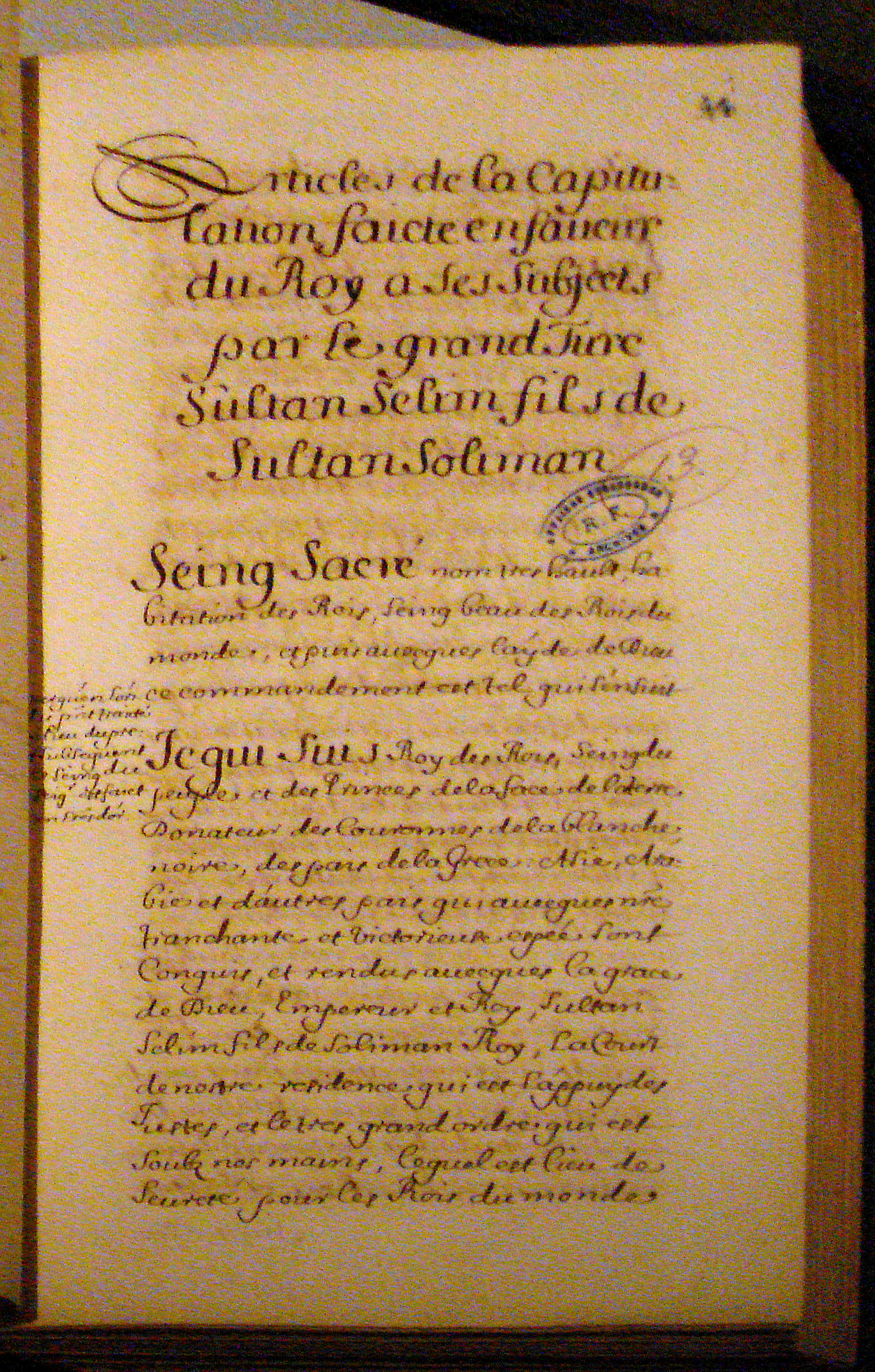
Traité de capitulations de 1569 négocié entre l'Empire ottoman et le royaume de France par l'intermédiaire de l'ambassadeur Guillaume de Grandchamp de Grantrie.

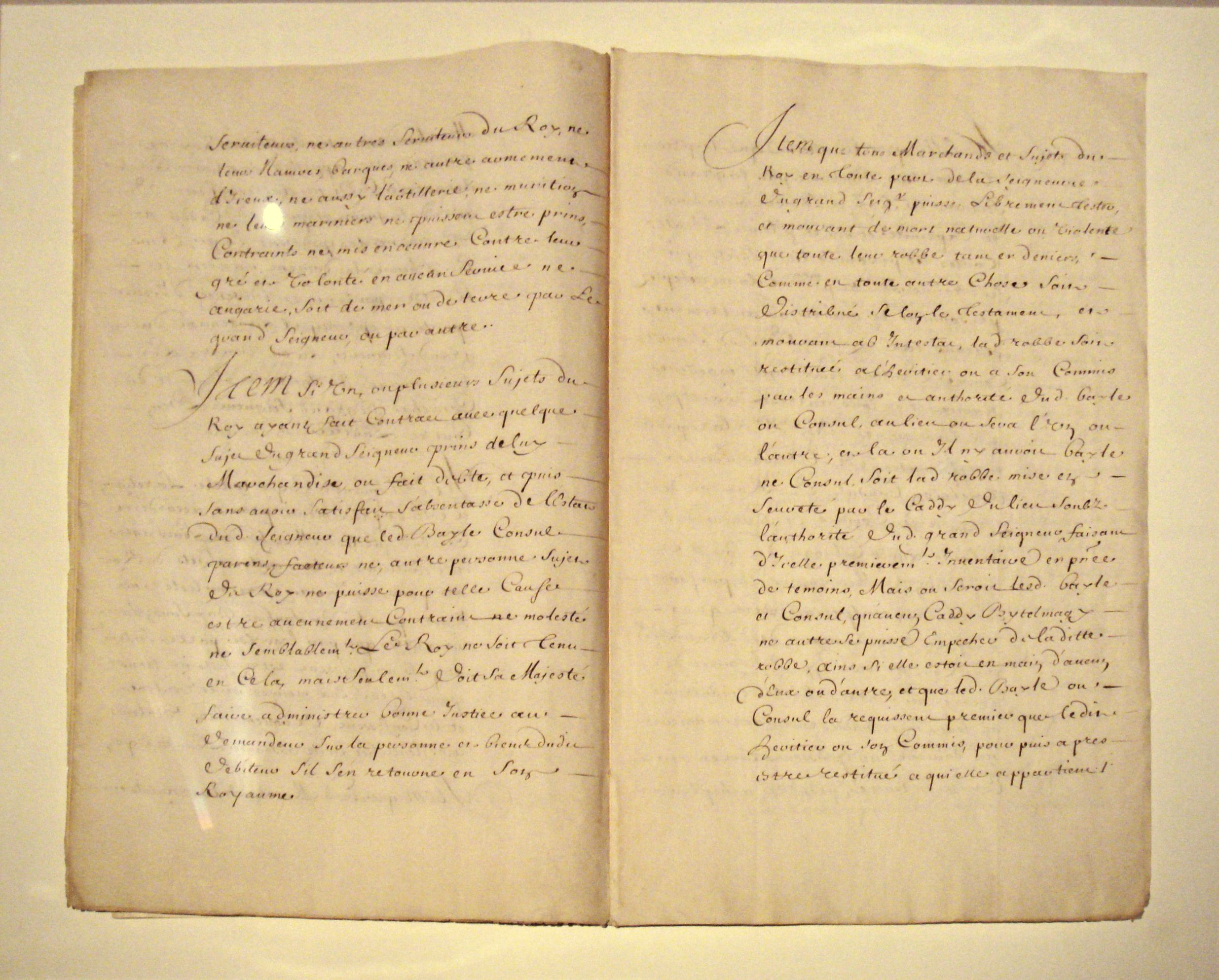
Traité de Capitulations de 1536 négocié (mais non ratifié par le sultan) entre l'Empire ottoman et la France par l'intermédiaire de l'ambassadeur Jean de La Forest.

Les capitulations de l'Empire ottoman furent une succession d'accords entre l'Empire ottoman et les puissances européennes. Elles ont ouvert des droits et des privilèges à des membres des communautés chrétiennes et juives orientales de l'Empire. Elles ont permis aux pays européens de s'appuyer sur des réseaux de clientèle influents au sein de l'Empire ottoman et de pratiquer une politique d'ingérence qui se perpétue et s'amplifie au XIXe   et   XXe siècle, âge d'or de l'impérialisme.   
Initialement, les capitulations avaient pour objectif de faciliter les relations commerciales.    

## Histoire

### Apparition et extension
A l'origine, les capitulations sont des concessions faites par l'Empire ottoman, alors en position de domination, à des puissances alliées, dans le but de favoriser les relations commerciales. La plus ancienne est conclue avec la république de Gênes, suivie par les républiques de Venise et de Florence et le royaume de Naples. L'Empire ottoman perpétue après sa conquête de l'Égypte au début du XVIe siècle, les capitulations conclues avec les Mamelouks.  Les capitulations accordent à des ressortissants étrangers à titre exceptionnel des exemptions fiscales, des privilèges commerciaux, une immunité diplomatique.            
Ces privilèges et mesures de protection destinés aux Européens ont été étendus abusivement par les consulats européens à une clientèle locale composée de chrétiens orientaux et de juifs orientaux, qui étaient les principaux partenaires commerciaux de l'Europe dans la région. Cette clientèle locale recevait des consulats des « brevets de protection » appelés barat.            
En plus de la limitation des droits de douane, les intéressés sont dispensés de l'essentiel des impôts locaux et sont soumis à la justice de leurs consulats et non à la justice ottomane. Au XIXe siècle, ces privilèges se perpétuent au sein des Empires coloniaux.

### Ingérence
Les capitulations ont pris place dans un système d'influence européen plus vaste, qui comprenait notamment les missions chrétiennes et leurs institutions éducatives dans l'Empire ottoman. Elles ont contribué à favoriser des ingérences européennes. Ainsi par exemple l'expédition de 1860 envoyée par l'empereur Napoléon III au Liban pour mettre un terme au massacre des maronites par des druzes a été considérée comme une suite logique du rôle déjà ancien de la France au Levant. À la suite de cette intervention militaire, l'Empire ottoman forme sous la pression des puissances européennes une province semi-autonome à majorité maronite gouvernée selon un principe communautaire par un chrétien, la Moutassarifiyya du Mont-Liban , en 1861. Selon l'historien Jean-David Mizrahi, « le mandat français au Liban et en Syrie, tel qu’il se met en place au début des années 1920, s’inscrit d’abord dans une longue tradition d’ingérence politique et économique dans l’Empire ottoman, développée à l’abri des capitulations, et renforcée par la poussée impérialiste de la fin du XIXe siècle ».

### Abolition
Les capitulations se sont maintenues jusqu'à la fin de l'existence de l'Empire ottoman en 1923. L'Égypte toutefois fait exception ; le régime d'extraterritorialité dont bénéficiaient dans ce pays les détenteurs d'un passeport étranger n'a été aboli qu'en 1937, lors de la convention de Montreux et n'a pris fin dans les faits qu'en 1949.

## Liste de traités

### Liste générale
Des capitulations ou conventions ont été signées avec les États suivants, :
- Venise (1454)
- France (1535, 1673, 1740)
- Angleterre (1579, 1675)
- Royaume-Uni (1809)
- Pays-Bas (1612, 1634, 1680)
- Autriche (1615?)
- Russie (1711, 1783)
- Suède (1737)
- Sardaigne (1740, 1825)
- Danemark (1746 ou 1756)
- Prusse (1761)
- Espagne (1782)
- États-Unis (1830)
- Belgique (1838)
- Ligue Hanséatique (1839)
- Portugal (1843)
- Grèce (1854 ou 1855)
- Brésil (1858)
- Bavière (1870)

### Traités avec la France
En 1540, le monastère Sainte-Marie-de-la-Miséricorde, à Galata alors génoise, et sa chapelle, sont placés sous la protection de l’ambassade de France auprès de la Sublime Porte, après demande du roi François Ier et autorisation du sultan Soliman le Magnifique. Les bénédictins prirent le monastère, le renommèrent Abbaye Saint-Benoît et devinrent les protecteurs des populations catholiques de l’Empire ottoman. Cette institution existe toujours, sous la forme du lycée Saint-Benoît.
François Ier est le premier roi de France à conclure une alliance avec l'Empire ottoman, notamment dans le but de briser la toute-puissance de l'empire des Habsbourg en Europe. En 1528, il fait appel à Soliman le Magnifique afin de restituer aux chrétiens de Jérusalem une église que les Turcs avaient transformé en mosquée. Toutefois, le sultan n'octroie jamais à proprement parler de Capitulations à la France en 1536, comme cela est souvent répété par erreur.
En 1569, le sultan Selim II héritier du trône de Soliman le Magnifique accorde des capitulations au roi Charles IX. Négocié par Guillaume de Grandchamp de Grantrie, ambassadeur de France en poste à la Sublime Porte, il permet au royaume de France de récupérer des navires et des biens confisqués par les Ottomans en règlement de dettes.
En 1604, le roi Henri IV de France obtient du sultan Ahmet Ier l'insertion, dans les accords de capitulations du 20 mai 1604, de deux propositions relatives à la protection des pèlerins chrétiens et des religieux responsables de l'église du Saint-Sépulcre. 
Sous Louis XIII, les relations amicales avec l'Empire ottoman permettent, grâce à l'accord de 1604, le développement des ordres religieux au Levant et en Palestine.
Le 5 juin 1673, le sultan Mehmed IV signe un accord avec le roi Louis XIV qui octroie de nouveaux droits et protections aux pèlerins et gardiens de lieux chrétiens sous contrôle ottoman.
L'influence française à Constantinople se manifeste encore sous le règne de Louis XV, avec l'autorisation accordée, à l'ordre des Franciscains, qui étaient protégés de la France, de réparer la coupole du Saint-Sépulcre. Cela revenait à reconnaître leurs droits de propriété sur le Saint-Sépulcre, également revendiqués par les Grecs et les Arméniens

## "Voir aussi